# Lődi Ferenc
Lődi Ferenc (Szeged, 1926. május 6. – 1997. december 11.) költő, újságíró.
Eredeti szakmája vasesztergályos. A Szegedi Tudományegyetemre járt, ahol 1953-ban végzett, magyar nyelv és irodalom szakos tanárként. 1954-55-ben a szegedi Somogyi Károly Városi és Megyei Könyvtár igazgatója volt, ezután 1981-ig dolgozott újságíróként a Délmagyarország című napilapnak. Az  Szeged koszorús költője volt.
A Délmagyarország művelődéspolitikai rovatában dolgozott, a lapban versei is megjelentek. 1960-ban a lap 50. évét ünnepelték, az ebből az alkalomból kiadott kötetben szerepelt Sorok a pártról című verse.

## Kötetei
- Szeged: versek (1950)
- Így akarom (versek, 1950)
- Szeged: elbeszélő költemény (1952)
- Ivánka: elbeszélő költemény (1953)
- Érlelő évek (1955)
- Nehéz hűségben: versek (1959)
- Lepketánc (versek, 1962)